# Det vilda torget
Det vilda torget är en diktsamling av poeten Tomas Tranströmer utgiven 1983.
Titeln Det vilda torget syftar på torget i dikten ”Carillon” (4.3) som utspelas i staden Brygge i nordvästra Belgien hösten 1982.

## Innehåll

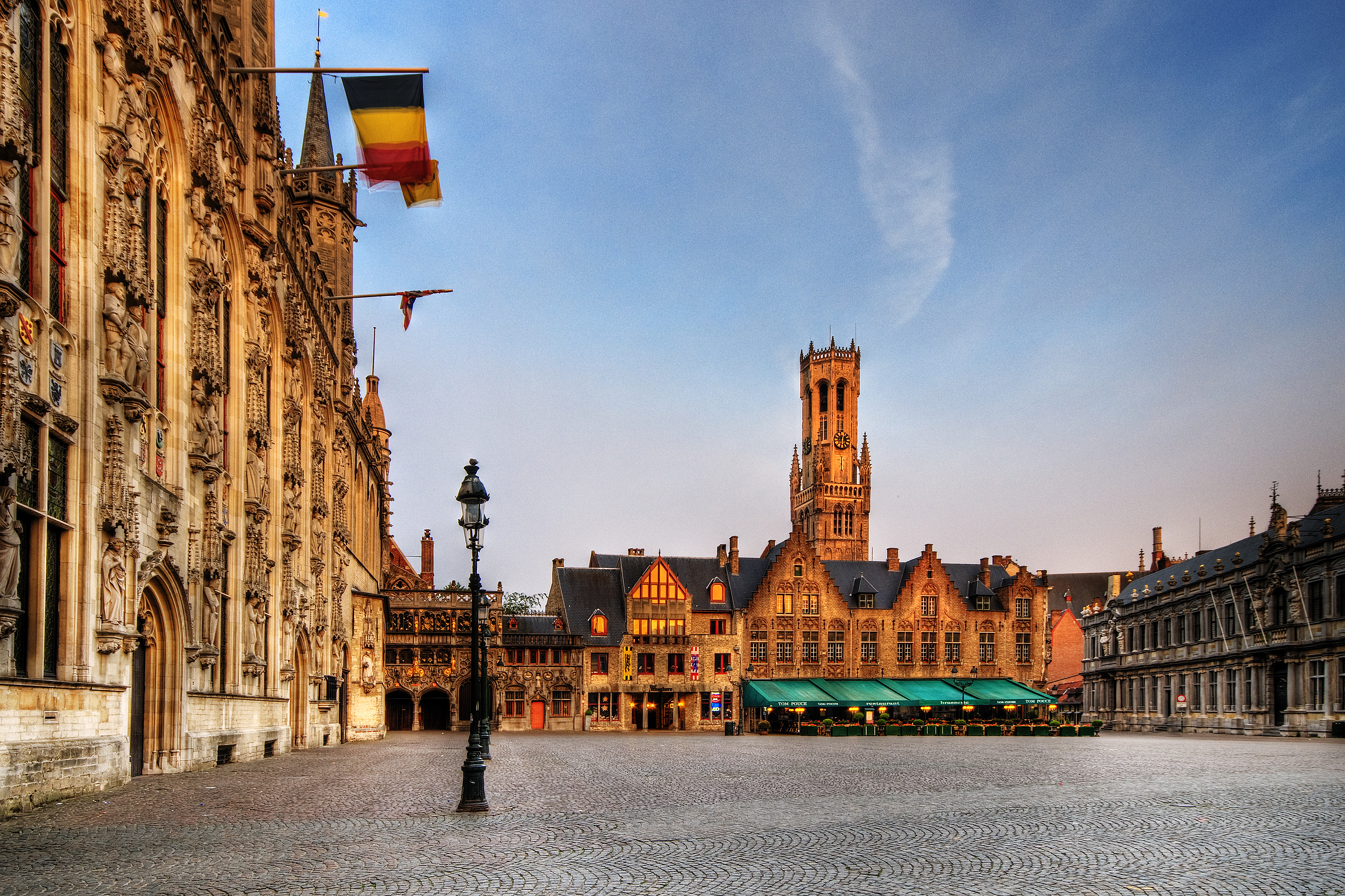
Klocktornet Beffroi och marknadstorget i staden Brygge i dikten ”Carillon” (4.3).

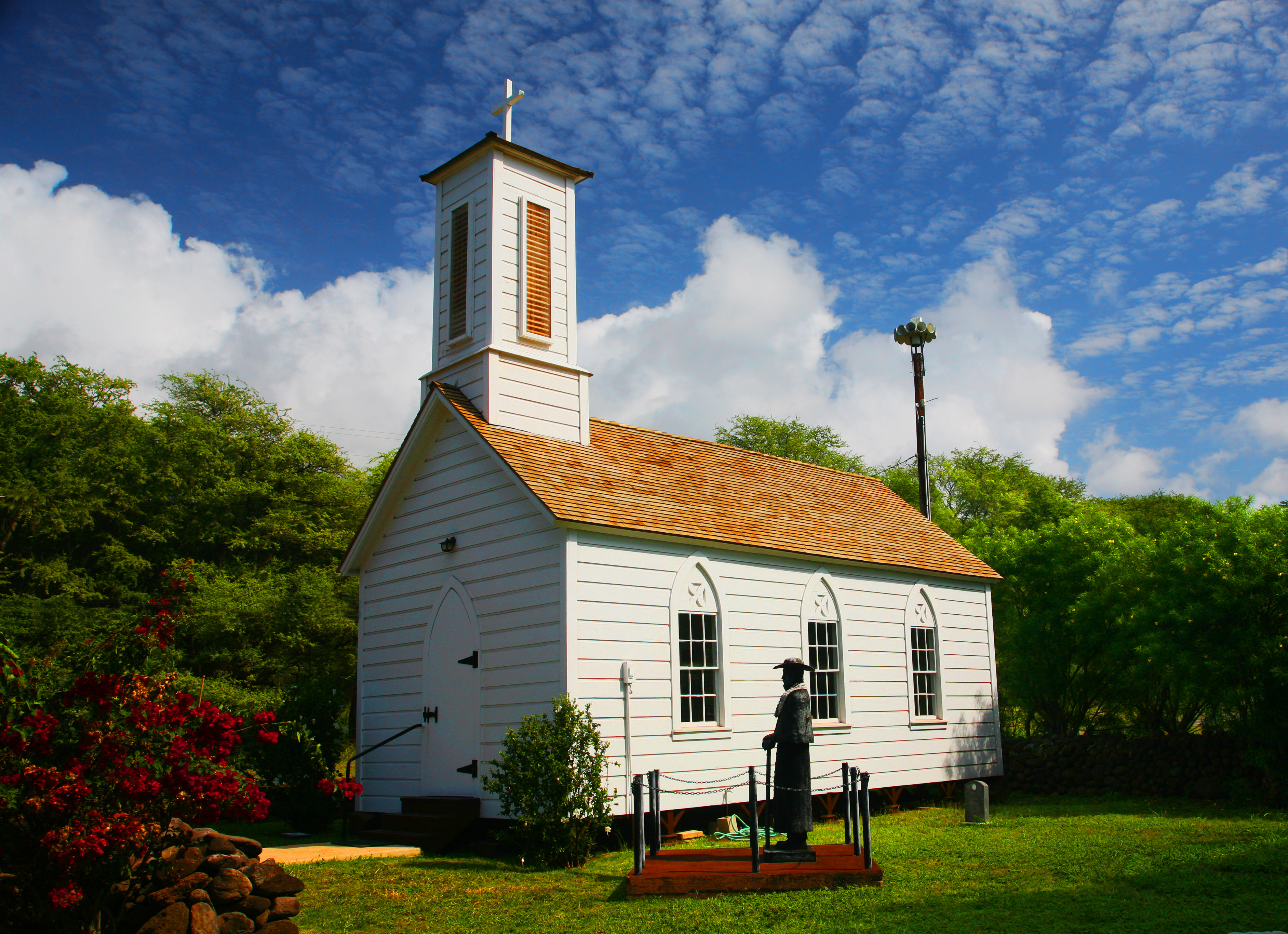
Statyn av Fader Damien utanför en träkyrka han byggde på Hawaiiön Molokai i dikten ”Molokai” (4.4).

I
- Kort paus i orgelkonserten[3]
- Från mars -79
- Minnena ser mig[2]
- Vinterns blick[5]
- Stationen[7]

II
- Svar på brev[8]
- Isländsk orkan[9]
- Blåsipporna[10]
- Det blå huset[11]

III
- Satellitögon
- Nittonhundraåttio
- Svarta vykort[12]
- Eldklotter[14]
- Många steg
- Postludium[15]

IV
- Drömseminarium[17]
- Codex[18]
- Carillon[1]
- Molokai[16]

## Ljudbok
I ljudboken Tomas Tranströmer läser 82 dikter ur 10 böcker 1954–1996 läser författaren dikterna ”Från mars -79” (1.2), ”Stationen” (1.5), ”Svar på brev” (2.1), ”Isländsk orkan” (2.2), ”Blåsipporna” (2.3), ”Det blå huset” (2.4), ”Eldklotter” (3.4), ”Drömseminarium” (4.1) och ”Carillon” (4.3).